# Calvin Banks
Calvin Banks, né le 21 février 1997 dans le Massachusetts, est un acteur pornographique américain principalement actif dans le cinéma pour adultes gay, il s’est notamment fait connaître pour ses collaborations avec les studios Helix Studios, CockyBoys et Men.com. Lauréat de plusieurs distinctions professionnelles, dont des Grabby Awards et GayVN Awards, il est considéré comme l’une des figures marquantes du cinéma pornographique gay de la seconde moitié des années 2010.

## Biographie
Calvin Banks a été élevé par sa mère, aux côtés de ses sœurs, à la suite du divorce de ses parents. En 2019, il a publiquement évoqué dans une interview sur YouTube avoir été victime d’agressions sexuelles dans son enfance, qu’il attribue à son père. Ces déclarations ont été relayées par plusieurs médias internationaux spécialisés dans l’actualité LGBT,,,. Il a déclaré avoir partiellement surmonté ce traumatisme grâce à un suivi thérapeutique.
Banks a eu sa première expérience sexuelle avec un garçon à l'âge de 13 ans, lors d'une fête d'Halloween organisée chez un ami. À l'âge de 15 ans, il a fait son coming out en tant qu'homosexuel dans son cercle familial et amical. Banks a travaillé comme aide-soignant dans une maison de retraite et de soins avant de devenir acteur porno.
Banks est activement présent sur différents réseaux sociaux, auxquels il accorde une grande importance dans la construction de relations durables avec ses fans et ses abonnés , notamment sous CalvinBanksxxx sur Twitter et sous mr.calvinbanks sur Instagram.

## Carrière
Calvin Banks commence sa carrière d'acteur pornographique à 18 ans en 2015, lorsqu'il est recruté par Helix Studios suite à une candidature en ligne,. Ses premières scènes pour Helix Studios, un solo et une scène en duo avec Tyler Hill, dont l'interview d'introduction a été tournée à Balboa Park à San Diego, sont sorties en février 2016,,. En septembre 2016, Helix Studios avait publié un total de 12 scènes avec Banks. Il revient tourner pour Helix à partir de 2019.
Entre 2016 et 2017, Banks travaille pour le studio américain Icon Male, principalement dans des scènes twink, mais également dans des scènes intergénérationnelles avec des acteurs plus âgés comme Adam Russo et Max Sargent. Parmi ses films pour Icon Male figurent « His Hot Brother-in-Law », « Brothers: Vol. 2, « His Sister's Lover », « Revenge » et « The Mentor »,,,,,,.
De 2017 à 2019, il est sous contrat d’exclusivité de deux ans avec le label CockyBoys, basé à New York. Sa première scène pour CockyBoys avec son homonyme Boomer Banks, marque le début de la nouvelle série CockyBoys « A CockyBoy Is… », a été publiée fin février 2017, d'abord en ligne, puis sur DVD,. Pour CockyBoys, Banks a également joué dans la série de films pornographiques en 12 épisodes « All Saints », qui se déroule à différentes époques et qui est la suite de « Answered Prayers » du réalisateur de films pornographiques Jake Jaxson , tournée à New York, La Nouvelle-Orléans et Berlin et dont le tournage a duré environ un an au total. Banks, qui y incarne un étudiant dans un institut religieux à La Nouvelle-Orléans, apparaît dans deux scènes d'environ 45 minutes chacune aux côtés d'Adam Ramzi et Carter Dane,,.
Banks a également fait partie du casting du film pornographique à sketches « It Is Not the Pornographer That Is Perverse... » (2018), dans lequel il incarne Arturo, un chauffeur de taxi qui parvient à empêcher un suicidaire (joué par Colby Keller) de se jeter du Viaducto de Segovia à Madrid. Le film a été présenté dans plusieurs festivals et a également été projeté au Festival du film porno de Berlin.
À l'expiration de son contrat d'exclusivité avec CockyBoys, Banks a de nouveau tourné pour « Helix Studios », ainsi que pour Men.com, où plusieurs scènes avec Banks ont été mises en ligne à partir de fin 2019. Banks était également sous contrat pour des productions propres du label porno Naked Sword. Depuis mars 2020, il fait partie du pool d'acteurs du site web « Masqulin », lancé en août 2019.
Calvin Banks a reçu plusieurs récompenses dans son secteur. En 2018, Banks a remporté deux Grabby Awards dans les catégories « Twink Performer » et « Best Duo ». En 2019, un autre Grabby Award a suivi dans la catégorie « Performer of the Year » (Artiste de l'année). Il a également reçu le XBIZ Award et le GayVN Award en 2019,. En 2020, un autre GayVN Award et six nominations aux Grabby Awards ont suivi.

## Filmographie
- 2016, 2019 : Helix Studios
- 2016–2017 : Icon Male
- 2017–2020 : CockyBoys
- 2018 : It is Not the Pornographer That is Perverse...
- 2019–2020 : Men.com
- 2020 : Masqulin

## Récompenses
- 2018 : Prix Grabby dans la catégorie « Twink Performer »
- 2018 : Grabby Award dans la catégorie « Meilleur duo » [26]
- 2019 : Prix Grabby dans la catégorie « Interprète de l'année »
- 2019 : Prix XBIZ
- 2019 : Prix GayVN
- 2020 : Prix GayVN